# 宇宙空母ブルーノア 〜大いなる海へ〜
- 川崎麻世 > 宇宙空母ブルーノア 〜大いなる海へ〜
- 宇宙空母ブルーノア > 宇宙空母ブルーノア 〜大いなる海へ〜

「宇宙空母・ブルーノア 〜大いなる海へ〜」（うちゅうくうぼブルーノア・おおいなるうみへ）は、1979年11月1日にCBS・ソニーから発売された川﨑麻世の10枚目のシングル。

## 解説
表題曲は読売テレビ制作・日本テレビ系列で放送されたテレビアニメ『宇宙空母ブルーノア』主題歌。9枚目「フライ・バイ・ナイト」と同時発売。

## 収録曲
全曲作詞：山上路夫／作曲：平尾昌晃／編曲：船山基紀
1. 宇宙空母・ブルーノア 〜大いなる海へ〜
2. 夜間航海